# 陕巴
陕巴（？—1505年），明朝哈密国忠顺王，蒙古贵族，安定王千奔的侄子，忠顺王脱脱近亲从孙。
陕巴开始住在安定卫，弘治五年（1492年），明孝宗以罕慎无嗣，王位久悬，封陕巴为忠顺王。命都督佥事阿木郎和都督同知奄克孛剌一起辅佐他，他娶野乜克力秃卜花台卜的女儿为妻。次年，哈密被吐鲁番汗国速檀阿黑麻袭击占领，陕巴被俘虏。弘治八年（1495年），甘肃巡抚许进收复哈密，弘治十年（1497年），陕巴从吐鲁番回国。他和他和罕慎的弟弟奄克孛剌不合，后来陕巴娶罕慎女和好。他嗜酒欺凌下属，失去众心。部下阿孛剌不满，于弘治十七年（1504年），勾结阿黑麻的幼子真帖木儿（罕慎女的儿子）入主哈密。陕巴害怕，带家属逃到苦峪（今甘肃省敦煌市东北），明朝让他回哈密，让写亦虎仙、奄克孛剌辅佐陕巴，把真帖木儿留在甘州夷馆。次年，陕巴死后，拜牙即即位。